# Приимков-Ростовский, Владимир Романович
Князь Владимир Романович Приимков-Ростовский (ум. 1607) — русский военный и государственный деятель, сын боярский, голова, дворянин московский, воевода и боярин и во времена правления Ивана IV Васильевича Грозного, Фёдора Ивановича, Бориса Годунова и Смутное время.
Из княжеского рода Приимковы-Ростовские. Единственный сын князя Романа Андреевича Приимкова-Ростовского, упомянутого в 1544 году рындой с меньшим государевым саадаком в Казанском походе и в 1551 году есаулом в походе к Полоцку.

## Биография

### Служба Ивану Грозному
Впервые упоминается под 1559 годом в качестве полкового головы в походе на Лифляндию. В 1561 году командовал полком правой руки. В 1566 году упоминается в поручной записи о поручителях боярина князя Михаила Ивановича Воротынского. В 1567 году — воевода в Опочке, в 1574 году — в Раковоре, в 1578 году — в Серпухове. В 1597 году прислан с полком правой руки «на берег», в Алексин, где простоял несколько месяцев «по татарским вестем». В 1580 году послан из Торжка в Зубцов прибавочным воеводой в Большой полк. В 1581-1582 годах первый осадный воевода в Туле. В 1584 году первый воевода в Пронске, а по сходу с окраинными и береговыми воеводами велено ему быть воеводой Большого полка в бояриным и князем Трубецким.

### Служба Фёдору Ивановичу
Ни каких данных о его службах не сохранилось.

### Служба Борису Годунову
В 1601-1602 годах служил в Москве при государевом дворе выполняя различные поручения.

### Служба в Смутное время
В 1606 году князь Владимир Романович Приимков-Ростовский присутствовал на свадьбе Лжедмитрия с Мариной Юрьевной Мнишек «сидел под дружками». В том же 1606 году получил чин боярина и упомянут в поименной росписи духовных и светских вельмож, составлявших при Лжедмитрии Государственный совет, в числе бояр первого класса.
По родословной росписи показан бездетным.